# Carea chalybea
Carea chalybea är en fjärilsart som beskrevs av W. Warren 1916. Carea chalybea ingår i släktet Carea och familjen trågspinnare. Inga underarter finns listade i Catalogue of Life.